# Charidimos Xenidakis
Charidimos Xenidakis (griechisch Χαρίδημος Ξενιδάκης, * 8. Februar 2000) ist ein griechischer Mittelstreckenläufer, der sich auf den 800-Meter-Lauf spezialisiert hat.

## Sportliche Laufbahn
Erste internationale Erfahrungen sammelte Charidimos Xenidakis bei den 2016 erstmals ausgetragenen Jugendeuropameisterschaften in Tiflis, bei denen er mit 2:03,38 min in der ersten Runde über 800 Meter ausschied. 2022 belegte er bei den Balkan-Hallenmeisterschaften in Istanbul in 48,53 s den vierten Platz im B-Lauf über 400 Meter und gelangte mit der griechischen 4-mal-400-Meter-Staffel mit 3:29,48 min ebenfalls auf Rang vier. Im Juli schied er dann bei den Mittelmeerspielen in Oran mit 1:48,83 min im Vorlauf über 800 Meter aus. Im Jahr darauf wurde er bei der 1. Liga der Team-Europameisterschaft im Rahmen der Europaspiele in Chorzów in 1:47,91 min Sechster im B-Lauf über 800 Meter, ehe er bei den Balkan-Meisterschaften in Kraljevo in 1:48,96 min den fünften Platz belegte. 2024 gewann er bei den Balkan-Hallenmeisterschaften in Istanbul mit neuem Landesrekord von 1:48,10 min die Bronzemedaille hinter den Türken Ömer Faruk Bozdağ und Salih Teksöz. Ende Mai belegte er bei den Freiluft-Balkan-Meisterschaften in Izmir in 1:49,87 s den siebten Platz über 800 Meter und gelangte mit der Staffel mit 3:10,47 min auf Rang vier.
2023 wurde Xenidakis griechischer Meister im 800-Meter-Lauf im Freien sowie 2024 in der Halle.

## Persönliche Bestleistungen
- 400 Meter: 47,85 s, 14. Juni 2022 in Thiva
  - 400 Meter (Halle): 48,31 s, 26. Februar 2022 in Piräus
- 800 Meter: 1:47,91 min, 23. Juni 2023 in Chorzów
  - 800 Meter (Halle): 1:48,10 min, 10. Februar 2024 in Istanbul (griechischer Rekord)